# Pallavolo Cecina
La Pallavolo Cecina è stata una società sportiva dilettantistica fondata nel 1968 nella città di Cecina (LI).
La disciplina conosce un grande boom nella cittadina in provincia di Livorno a partire dal 1971, anno in cui si svolgono nel Palasport di Via Napoli gli Europei Femminili Juniores.
Dal 1976 al 1987 la prima squadra milita nella massima serie nazionale, con una parentesi in A2 nella stagione 1985/1986 dove vince il campionato ed accede così ai play-off scudetto con le squadre di A1.
Arriva 1 volta al secondo posto in serie A1 (stagione 1977/1978).
In campo Europeo sfiora nelle stagioni 1980-81 e 1982-83 il successo in Coppa CEV (oggi Challenge Cup), piazzandosi al secondo posto.
La Pallavolo Cecina da anche i natali ad Antonio Giacobbe che allena Cecina dal 1975 al 1980 per passare alla nazionale italiana dal 1980 al 1985 dove conquisterà i Giochi del Mediterraneo nel 1983.
Molte atlete faranno parte in quegli anni della Nazionale maggiore italiana.
Il Palasport di Cecina è negli anni 70/80 sede di numerose partite della Nazionale italiana maggiore.
Fino all’anno 2000 la pallavolo a Cecina, sotto varie vesti e denominazioni, è comunque riuscita a resistere nel “Gotha” del volley, poi il lento ed inesorabile declino con una serie incredibile di retrocessioni.

## Volley Cecina A.S.D.
Nel 2009 la società ha un nuovo inizio, cambiando denominazione in Volley Cecina A.S.D. 
In campo femminile dopo una ripartenza dalla serie D,  ci sono state 2 promozioni consecutive che hanno portato la squadra in serie B2. Dopo 2 stagione arriva anche la vittoria del campionato di B2, con promozione in serie B1 (terza serie nazionale). Il salto si è rivelato essere troppo grande per la giovane realtà cecinese, e nonostante la salvezza sul campo, la società ha preferito cedere il titolo di serie B1, e l'anno seguente anche quello di serie B2, per ripartire dalla serie C. Dopo 2 campionati, nella stagione 18/19 arriva ancora la vittoria del campionato e la promozione in serie B2. Dopo una retrocessione ancora in serie C, la società nel 2024 ha acquisito il titolo della serie B2.
In campo maschile, la squadra ha militato in serie C fino al 2023/2024, anno in cui ha vinto il campionato ed è salita in serie B nazionale.